# Valsts elektrotehniskā fabrika
Valsts elektrotehniskā fabrika (abgekürzt: VEF; alte Schreibweise: Valsts elektrotechniskā fabrika; deutsch: Staatliche Elektrotechnische Fabrik) war ein lettischer Hersteller elektrischer und elektronischer Produkte in Riga. Er wurde 1919 gegründet und stellte vor dem Zweiten Weltkrieg eine Vielzahl von Waren her, darunter den damals kleinsten Fotoapparat der Welt, die Minox. Nach dem Krieg wurde VEF zum größten Hersteller von Kommunikationsgeräten in der Sowjetunion und der größte Fabrikationsbetrieb der Lettischen SSR.

## Geschichte

### Pasta un telegrāfa virsvaldes galvenā darbnīca (1919–1932)

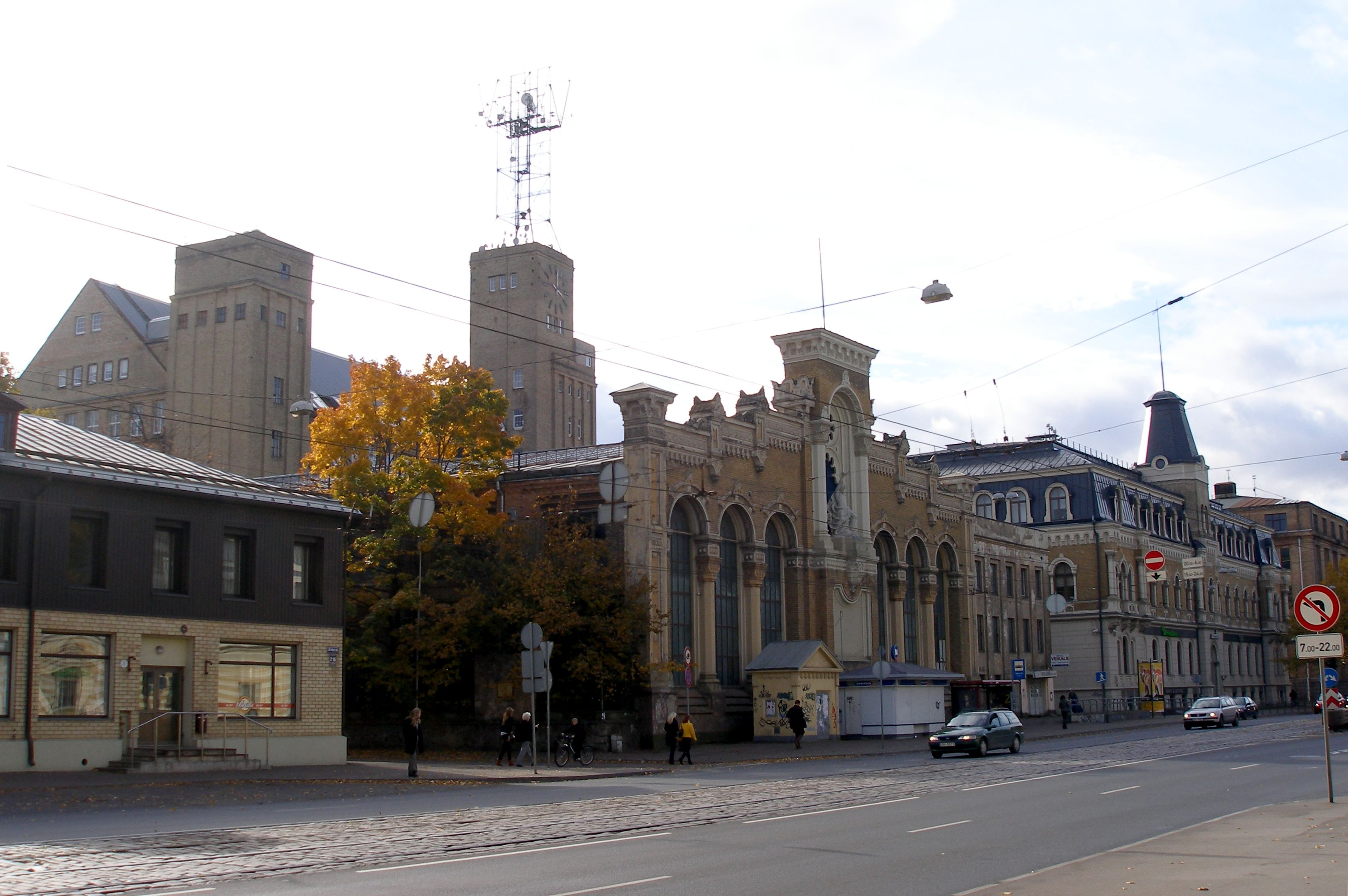
VEF an der Brīvibas iela in Rīga.

VEF entstand im April 1919 als Reparaturbetrieb der Post- und Telegrafendienste unter dem Namen Pasta un telegrāfa virsvaldes galvenā darbnīca (PTVGD). 1924 zog die Fabrik ein erstes Mal um; 1928 fand sie ihren endgültigen Standort an der Brīvibas iela in Riga. Die Gebäude stammen vom Ende des 19. und dem Beginn des 20. Jahrhunderts und belegen einen Straßenblock. Vor dem Ersten Weltkrieg produzierte dort die 1887 gegründete Firma UNION.
1922 begann PTVGD die Herstellung von Telefongeräten, 1924 die von Detektorempfängern. VEF kaufte von Mix & Genest Lizenzen, um ab 1928 automatische Telefonvermittlungsanlagen verschiedener Größen herzustellen. Die Telefonvermittlungen von Riga und anderen Gemeinden in Lettland wurden bis 1940 mit Anlagen der Firma PTVGD ausgestattet. Während der 1930er Jahre baute PTVGD monatlich 500 Telefongeräte und 400 Vermittlungsanlagen. Daneben produzierte die Firma alle elektronischen Geräte, für die es eine Nachfrage gab: Fernmeldegeräte, Telefone, Glühbirnen, Kameras, Bügeleisen, Radiogeräte und Taschenlampen ebenso wie Fotopapier, Arbeitstische und – entworfen von Kārlis Irbītis – sogar Flugzeuge. Auch eine Autowerkstatt gehörte zur Firma.

### Valsts elektrotehniskā fabrika (1932–1991)
1932 erfolgte die Umbenennung zu Valsts elektrotechniskā fabrika. Ab 1936 nahm VEF die Produktion der neuentwickelten, von Walter Zapp entworfenen Kleinstbildkamera Minox auf, welche damals die kleinste Kamera der Welt war.
1935 wurde bei VEF eine eigene Luftfahrtabteilung gegründet, die sich unter der Leitung von Kārlis Irbītis mit der Konstruktion und dem Bau von kleinen, einmotorigen Flugzeugen befasste. Die meisten davon blieben Prototypen, einzig von der I-12 wurde eine kleine Serie gebaut, die an zivile Betreiber und die lettischen Luftstreitkräfte ausgeliefert wurde. Nach der Besetzung Lettlands durch sowjetische Truppen am 17. Juni 1940 endete bei VEF der Flugzeugbau.
Nach der deutschen Besetzung Lettlands 1941 übernahm die AEG das Werk, es wurde zu AEG Ostlandwerk GmbH umbenannt. 1944, vor der Eroberung Rigas durch die Rote Armee, wurden der größte Teil der technischen Anlagen des Werks und die fertigen Produkte nach Deutschland überführt und der Rest gesprengt, nach dem Krieg aber schnell wieder instand gesetzt. Die nach Deutschland überführten Anlagen bildeten 1945 den Grundstock der Elektro-Apparatefabrik Köppelsdorf. VEF entwickelte sich zum führenden Produzenten von Kommunikationsgeräten in der Sowjetunion. Zwei Drittel aller sowjetischen Telefone waren VEF-Geräte. Hohe Nachfrage erfuhren auch die Transistor-Radios vom Typ Spīdola.
Die Leistungsfähigkeit von VEF, und zwar in der Produktion wie auch in der Forschung und Entwicklung, war ausschlaggebend dafür, dass die Lettische SSR und vor allem Riga zum wichtigsten Elektronik-Standort der UdSSR wurde. Neben der zivilen Produktion wurden auch die Streitkräfte mit elektronischer Ausrüstung beliefert. Zu nennen sind neben VEF die Firmen Radiotehnika, Alfa, Komutators und der Zulieferer Elar. Bei VEF waren Telefone, Vermittlungsanlagen und Radiogeräte weiterhin die Hauptstandbeine. In den 1980er Jahren entwickelte VEF verschiedene Personal Computer, darunter die Modelle VEF 1022, VEF-MIKRO 1024 und 1025. Im Spitzenjahr 1991 beschäftigte die VEF etwa 20.000 Angestellte und Arbeiter.

### Nach der Wiedergewinnung der lettischen Unabhängigkeit (seit 1991)
Mit dem Zerfall der Sowjetunion brach auch der – abgeschottete – Markt zusammen, den VEF bis dato beliefert hatte. Nach der Marktöffnung zu Beginn der 1990er Jahre zeigte sich der technologische Rückstand zu den Erzeugnissen westlicher Anbieter. Kundendienst und Produktqualität erwiesen sich als unterlegen. Versuche, die lettische Elektronikindustrie zu restrukturieren, blieben erfolglos und ihre Gesamtproduktion fiel zwischen 1993 und 1997 auf 10 % der sowjetischen Zeit. Bei VEF erfolgte 1999 eine Privatisierung und Reorganisation. VEF wurde in sechs Teilbereiche gegliedert, von denen jedoch nur drei überlebten: VEF un Ko, VEF TELEKOM und VEF Radiotehnika RRR. Sie beschäftigen jeweils zwischen 100 und 200 Mitarbeitende (Stand: 2014).

## Die Produktpalette

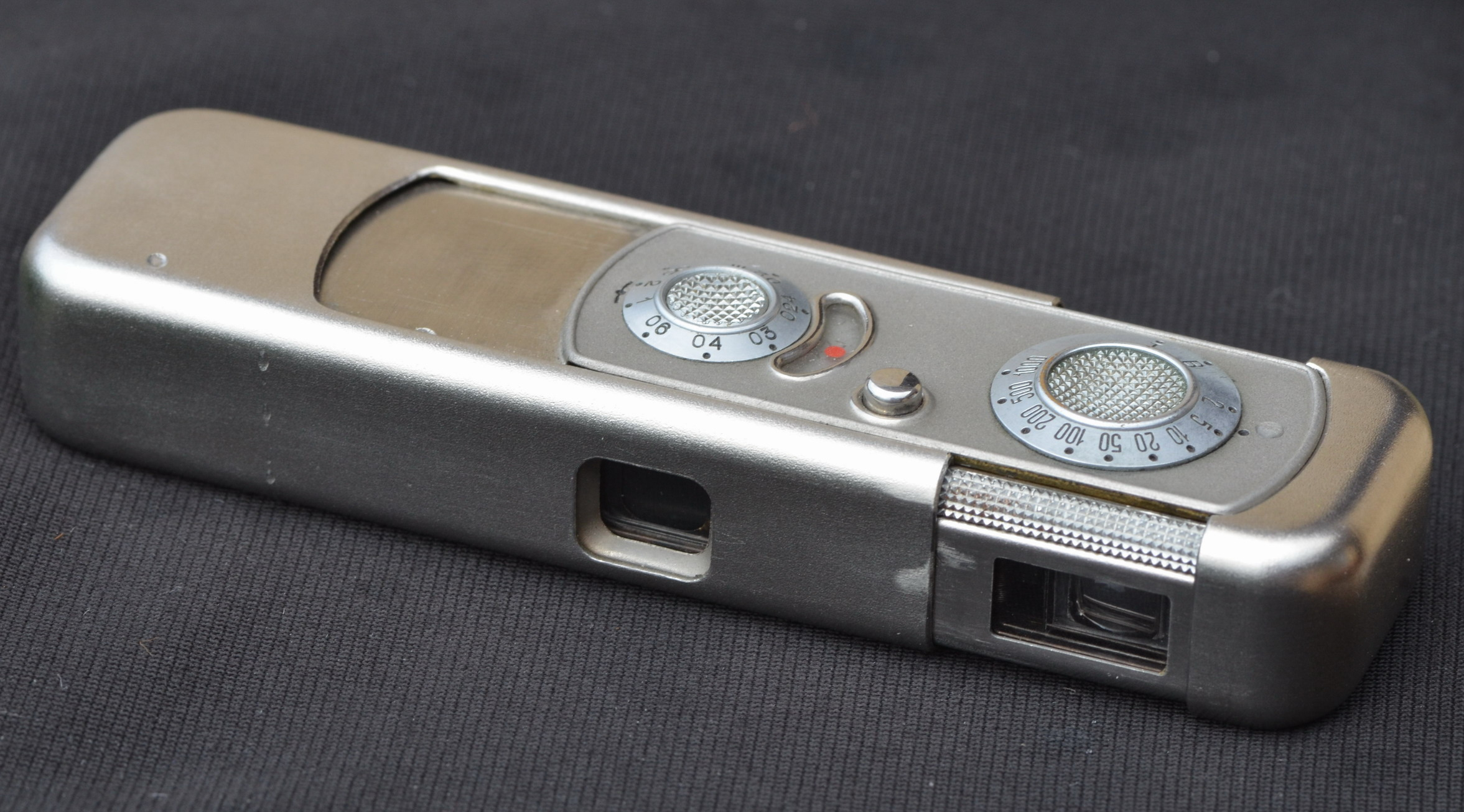
VEF Minox Riga Kleinstbildkamera mit Objektiv Minostigmat 1:3,5 F=15

### Kameras
- Minox

### Rundfunkempfangsgeräte
- Spīdola

### Telefonapparate

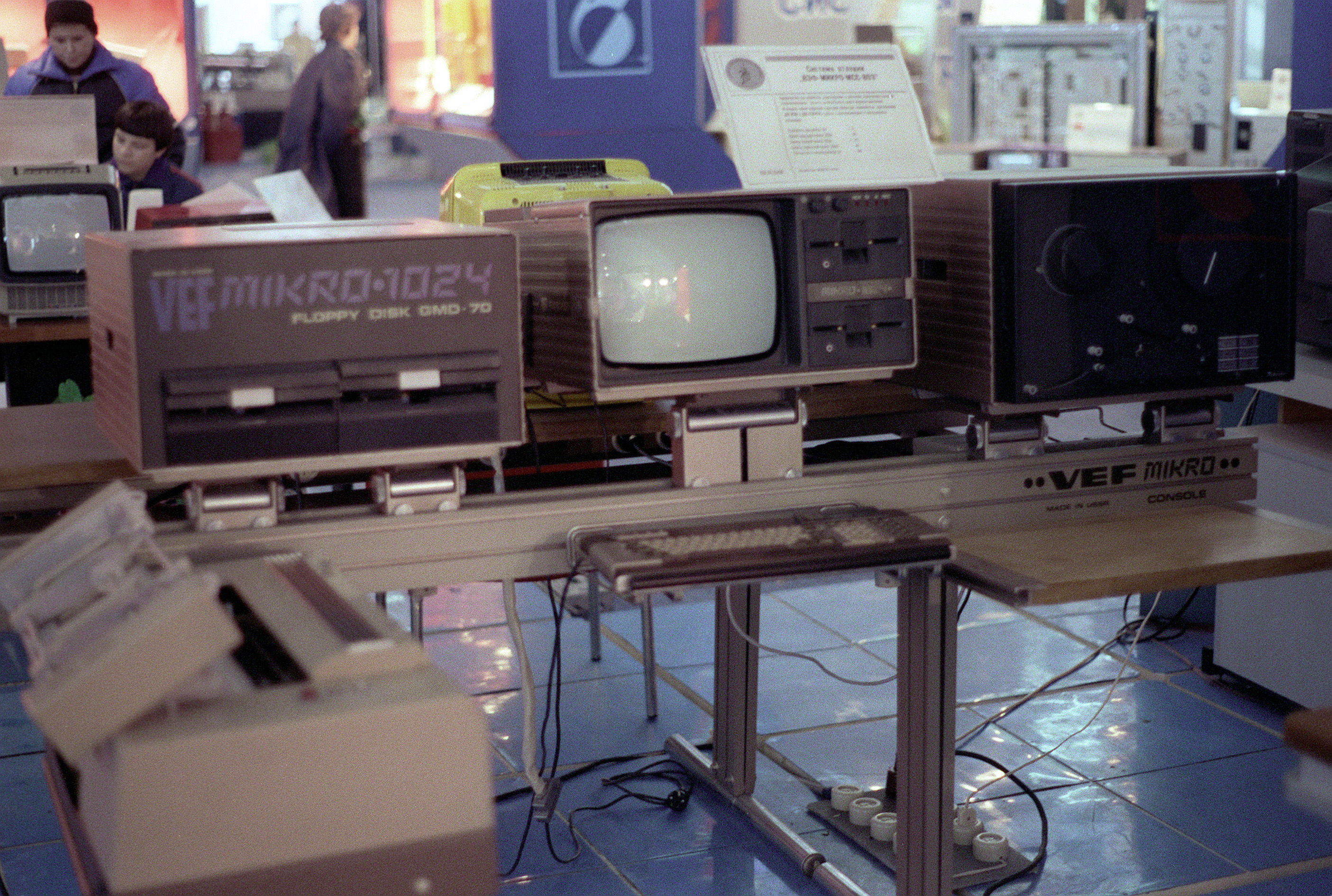
Der Personal Computer VEF-MIKRO 1024.

- VEF-TA

### Computer
- VEF ORMIKA
- VEF-1022
- VEF-MIKRO 1024
- VEF-MIKRO 1025
- Учебный Микропроцессорный Комплект (Lern-/Lehrcomputer, UMK)

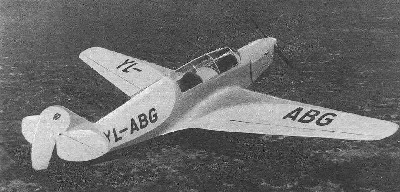
VEF Irbitis I-12.

### Flugzeuge
- VEF Irbitis I-11
- VEF Irbitis I-12
- VEF Irbitis I-14
- VEF Irbitis I-15
- VEF Irbitis I-16
- VEF Irbitis I-17
- VEF Irbitis I-18
- VEF Irbitis I-19
- VEF JDA-10M

### Motorräder
- Pandera